# Brora Y Station

Die Funkabhörstation lag weit im Norden Schottlands an der Ostküste der Grafschaft Sutherland

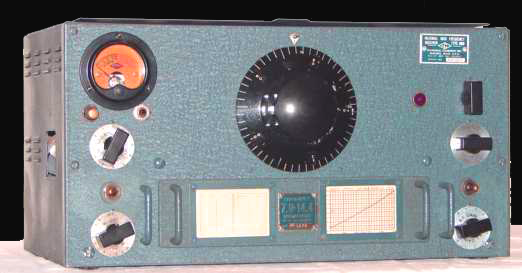
Der HRO der National Radio Company war der meistverwendete Funkempfänger in den britischen Y stations

Brora Y Station war ein britischer Militärstützpunkt. Er lag nur wenige Hundert Meter südlich des Dorfs Brora unmittelbar an der schottischen Nordseeküste. Im Zweiten Weltkrieg befand sich dort eine wichtige Funkabhörstelle des britischen Geheimdienstes.

## Geschichte
Die Anlage wurde 1939 für das General Post Office (Britische Postbehörde) errichtet. Neben der etwa 65 km nordöstlich gelegenen Funkpeilstelle bei Wick, der Wick Y Station, war die Brora-Station eine der am weitesten nördlich exponierten Y Stations der britischen Hauptinsel. Im Gegensatz zu ihrer nördlichen Schwesterstation, deren Hauptaufgabe die Funkortung feindlicher Funkstellen war, war Brora auf das Abhören des gegnerischen Funkverkehrs spezialisiert. Dazu gehörten die mit der deutschen Enigma-Maschine verschlüsselten und im Morsecode gesendeten Geheimtexte. Die in Brora aufgezeichneten Funksprüche wurden an die Government Code and Cypher School (G.C.& C.S.) (deutsch etwa „Staatliche Code- und Chiffrenschule“) weitergeleitet. Dort gelang den britischen Codebreakers die erfolgreiche Entzifferung und nachrichtendienstliche Auswertung. Die deutschen Funksprüche enthielten nicht selten kriegswichtige Informationen, die die Briten unter dem Decknamen Ultra zusammenfassten und für ihre eigenen Planungen nutzten.
Nach dem Krieg wurde die Station noch vierzig Jahre lang durch die Government Communications Headquarters (GCHQ), der Nachfolgeorganisation der G.C.& C.S., weiter als Horchposten genutzt, bevor sie 1986 geschlossen wurde.